# Lycodes brevipes
Lycodes brevipes és una espècie de peix de la família dels zoàrcids i de l'ordre dels perciformes.

## Morfologia
- Els mascles poden assolir 30 cm de longitud total.[5][6]

## Depredadors
És depredat per Gadus macrocephalus (a Alaska), Atheresthes evermanni, l'halibut del Pacífic (Hippoglossus stenolepis) (Alaska), l'halibut negre (Reinhardtius hippoglossoides) i Reinhardtius stomias (Alaska).

## Hàbitat
És un peix marí, de clima temperat i demersal que viu entre 25-973 m de fondària.

## Distribució geogràfica
Es troba al Pacífic nord: els Estats Units (incloent-hi Alaska), el Canadà i Rússia.

## Observacions
És inofensiu per als humans.